# Francisco Javier García-Noblejas Hernanz
Francisco Javier "Javi" García-Noblejas Hernanz (Madrid, 18 de març de 1993) és un futbolista professional madrileny que juga com a lateral esquerre pel NAC Breda.
El 20 d'agost de 2018, després que acabés el contracte amb el Rayo Vallecano, Noblejas va fitxar per l'Sporting de Gijón.